# Androscoggin and Kennebec Railroad
Die Androscoggin and Kennebec Railroad ist eine ehemalige Eisenbahngesellschaft in Maine (Vereinigte Staaten). Sie bestand als eigenständige Gesellschaft von 1845 bis 1862.
Die Gesellschaft wurde am 28. Mai 1845 gegründet und betrieb eine 87,7 Kilometer lange Eisenbahnstrecke von Danville Junction nach Waterville. In Danville bestand Anschluss zur Atlantic and St. Lawrence Railroad, in Waterville schloss ab 1853 die Strecke der Penobscot and Kennebec Railroad an.
Die Strecke wurde in einer Spurweite von 1676 mm (5 Fuß 6 Zoll) gebaut, da die Atlantic&St. Lawrence ebenfalls diese Spurweite gewählt hatte. Der 42 Kilometer lange Abschnitt von Danville Junction nach Winthrop ging am 3. Juli 1849 in Betrieb, die restliche Strecke nach Waterville folgte am 27. November 1849. 
Die Androscoggin&Kennebec pachtete am 30. November 1856 die Penobscot and Kennebec Railroad für 20 Jahre. Am 28. Oktober 1862 fusionierten die beiden Eisenbahngesellschaften zur Maine Central Railroad. Die Strecke wurde 1871 auf Normalspur umgespurt und wird heute von den Pan Am Railways benutzt.